# مارينا أميرة اليونان والدنمارك
مارينا أميرة اليونان والدنمارك (باليونانية: Μαρίνα της Ελλάδας και Δανίας) (13 ديسمبر 1906 - 27 أغسطس 1968) في وقت لاحق دوقة كينت، وزوجة الأمير جورج دوق كينت الابن الرابع للملك جورج الخامس ملك المملكة المتحدة وماري تك.

## روابط خارجية
- مارينا أميرة اليونان والدنمارك على موقع مونزينجر (الألمانية)